# George Fabio Biagi
George Fabio Biagi (Irvine, 4 ottobre 1985) è un ex rugbista a 15 italiano, seconda linea delle Zebre al momento del ritiro, con le quali collezionò 119 presenze totali (di cui 51 da capitano); dal 2014 al 2018 è stato 23 volte internazionale per l'Italia.

## Biografia
George Fabio Biagi è nato in Scozia da madre italiana e padre britannico di prima generazione, Michael (nato dal matrimonio di un emigrato italiano con una donna nativa del luogo).
Cresciuto in Italia a Barga (Lucca), dove compì gli studi elementari e medi, tornò nel Regno Unito a 13 anni digiuno di rugby, disciplina che iniziò a praticare al Fettes College di Edimburgo su stimolo degli insegnanti.
Rientrato in Italia per studiare economia alla Bocconi, militò nel Grande Milano e a seguire nell'Amatori Milano, e desideroso di continuare a giocare in Italia, fu a Prato con cui vinse la promozione in Eccellenza; nel 2010 guadagnò il suo primo contratto professionistico entrando nella neonata formazione degli Aironi che si apprestava ad affrontare la Celtic League.
Quando la F.I.R. ritirò la licenza di Pro12 per gli Aironi, Biagi si trasferì in Inghilterra al Bristol per una stagione, per poi rientrare in Italia alle Zebre.
L'esordio in Nazionale avvenne a 28 anni nel Sei Nazioni 2014 contro l'Inghilterra a Roma a partita in corso come sostituto di Paul Derbyshire; a causa di un infortunio non poté essere preso in considerazione per la Coppa del Mondo di rugby 2015 in Inghilterra ma fu nuovamente disponibile per il Sei Nazioni 2016, nel frattempo con gli acquisiti gradi di capitano delle Zebre.
La presenza internazionale più recente è l'incontro di Marsiglia contro la Francia al Sei Nazioni 2018.
A luglio 2020 decise di ritirarsi dall'attività agonistica dopo sette stagioni alle Zebre, rimanendo nel club come Rugby Operations Manager.